# Ioan Zalomit
Ioan Zalomit (1823–1er mai 1885) est un philosophe roumain, professeur et recteur de l'Université de Bucarest.

## Biographie
Ioan Zalomit naît à Bucarest, dans une famille de marchands. Ses parents, probablement d'origine grecque, sont nés en Valachie.
Il commence ses études dans des écoles privées, probablement françaises, et achève sa formation en France, à l'Université de Paris et plus tard en Allemagne, à l'Université de Berlin. Il obtient le titre de docteur ès philosophie de cette dernière université, en 1848, avec une thèse sur la philosophie de Kant.
Ioan Zalomit commence à enseigner la philosophie à l'Académie Saint-Sava . Lors de la création de l'Université de Bucarest, en 1864, il est nommé professeur de philosophie à la Faculté de lettres. Il y occupe le poste de recteur entre mai 1871 et avril 1885. En 1882, il devient membre du Conseil permanent de l'instruction publique et, en 1885, il est élu vice-président de cette institution.

## Apports philosophiques
Comme d'autres traducteurs, Ioan Zalomit  contribue à la création d'un corpus terminologique moderne de philosophie en roumain et à la diffusion des idées philosophiques dans la société roumaine. Il traduit le manuel d'Antoine Charma (1801-1869), introduisant ainsi en Roumanie l'éclectisme de Victor Cousin, dont Charma fut le disciple. Cet ouvrage propose le découpage de la philosophie en cinq disciplines : psychologie, logique, morale, théodicée et histoire de la philosophie. Par sa traduction du manuel de Charma, Zalomit introduit pour la première fois en Roumanie l'histoire de la philosophie comme discipline philosophique.
Sa thèse de 1848 est la première exégèse de la philosophie de Kant rédigée par un Roumain. Bien que le kantisme soit à cette époque connu des Roumains à partir de différents cours et manuels (de Daniil Philippidis, Gheorghe Lazăr, Eufrosin Poteca, Eftimie Murgu, August Treboniu Laurian, Simeon Bărnuţiu, et bien sûr celui de Ioan Zalomit lui-même), les monographies à ce sujet étaient alors inexistantes. Zalomit situe Kant dans le contexte historique de la philosophie moderne, présentant les principales figures des traditions empiriste et rationaliste. Il considère Kant comme un successeur de l'esprit cartésien, en ayant accompli le programme énoncé, mais non réalisé, par Descartes.
Ioan Zalomit propose dans sa thèse une critique de Kant, sur plusieurs sujets. Par exemple, il critique la prééminence épistémologique que Kant attribue au sens visuel, arguant que le toucher doit être au moins aussi important que la vue pour la connaissance du monde extérieur, puisque la catégorie de substance est pratiquement indissociable de ce sens. Zalomit soutient ensuite que Kant n'a pas analysé de manière critique les trois idées de la raison pure, qui, selon lui, ne sont que des applications distinctes de l'idée d'infini, ou d'absolu, et peuvent donc être réduites à cette idée. Ensuite, il fait remarquer qu'en parlant des choses en soi, Kant franchit les limites de sa propre philosophie.

Ioan Zalomit considère que la plus grande difficulté de la philosophie de Kant est le distinguo entre nature et liberté. Il pense que cette séparation ne peut se maintenir, et il soutient qu'une identification de la nature et de la liberté n'est pas à craindre. Les lois morales ne peuvent en être affectées, car la liberté est naturelle, elle est inhérente à la notion de nature. Ainsi, les préceptes moraux pourraient être considérés comme des devoirs de la nature. Par cette naturalisation de la liberté, Ioan Zalomit entend sauver la « véritable harmonie des choses naturelles », le « véritable organisme de l'Univers », afin de sauver à la fois la liberté humaine et la validité du concept de Divine Providence. Cette conception chrétienne et organiciste témoigne de l'influence de l'orthodoxie orientale sur sa vision du monde, mais aussi de sa connaissance de la philosophie de la nature de Schelling.
« … dico naturae notioni inesse jam libertatem, libertatique inesse, quod sit ipsa naturalis. Tum demum organismus mundi ac vera omnium in natura rerum concordia restituitur; qua sine re ne dei quidem notio pura ac sincera servari potest ». -- I. Zalomit 

### Œuvres
- De Kantianae philosophiae principiis ac dignitate. Dissertation inauguralis philosophica, Berolini, [1848]
- Principes et mérite de la philosophie de Kant[4], dissertation inaugurale, Berlin, Gustav Schade, 1848 (version française du titre précédent)
- Anuarul general al instrucţiunei publice din România pe 1861-62) Discurs la distribuirea premiilor. 29 Iunie 1862[5],(« L'état de l'instruction publique en Haute-Roumanie à la fin de l'année académique 1861-1862.) Discours prononcé à l'occasion de la cérémonie de remise des prix le 29 juin 1862 », Bucarest, Typographia Statului Sf. Sawa şi Niphon, 1862

### Traductions
- Elemente de filosofie, Bucarest, Tipografia lui Eliade, 1854, traduction roumaine  de Réponses aux questions de philosophie retenues dans le programme adopté pour l'examen du baccalauréat ès Lettres[6], d'A. Charma, Paris, Librairie Classique et Elémentaire de L. Hachette, 1835.